# Tai Pan

Tai-Pan é um romance histórico ambientado em algum lugar da segunda metade do século XIX, no maior entreposto comercial (até então), do planeta: a ilha de Hong Kong.

## Enredo
A obra narra a saga do Tai-Pan (chefe supremo) da Casa Nobre, empresa mais importante da ilha, responsável pelo transporte e comercialização de mercadorias chinesas na Europa. A narrativa se concentra no protagonista, o astuto Dirk Struan e o antagonista e não menos astuto Tyler Brock. Os dois travam uma batalha sem tréguas pelo controle do contrabando de ópio, que teve o comércio proibido pelos chineses após a Guerra do Ópio. Além dos conflitos nos mares, os dois homens, por meio de suas respectivas clientelas, formadas por membros das comunidades chinesa e britânica, controlam todos os aspectos culturais, políticos e econômicos de Hong Kong, solidificando a dominação inglesa naquele canto do mundo. James Clavell brinda seu leitor com uma história rápida, detalhada e com reviravoltas impressionantes, sem deixar de lado os principais aspectos da colonização inglesa, que perdurou até 1999.